# Liste des ordres, décorations et médailles du Luxembourg
Au Luxembourg, il existe plusieurs ordres, médailles, croix et insignes. Les distinctions honorifiques font partie intégrante des traditions culturelles d'une nation. Elles récompensent des personnes en reconnaissance de mérites personnels ou professionnels constatés dans leurs actes ou leurs œuvres, pour la défense d'une cause au service de la collectivité ou dans des domaines particuliers.

## Les grands ordres luxembourgeois
Parmi cette variété de distinctions honorifiques, il y a lieu de relever les quatre grands ordres luxembourgeois suivants :
- l'ordre du Lion d'or de la maison de Nassau ;
- l'ordre de Mérite civil et militaire d'Adolphe de Nassau ;
- l'ordre de la Couronne de chêne ;
- l'ordre de Mérite du grand-duché de Luxembourg.

Le grand-duc est le grand maître de ces quatre ordres,, titre le plus élevé dans la hiérarchie d'un ordre de chevalerie, d'un ordre civil ou militaire.
Le maréchal de la Cour est le chancelier, à savoir le chef de la chancellerie de l'ordre du Lion d'or de la maison de Nassau et de l'ordre d'Adolphe de Nassau.
Le ministre d'État, président du gouvernement, est le chancelier de l'ordre de la Couronne de chêne et de l'ordre de Mérite du grand-duché de Luxembourg.

Trois des quatre ordres principaux du grand-duché : l'ordre du Mérite, l'ordre d'Adolphe de Nassau et l'ordre de la Couronne de chêne.
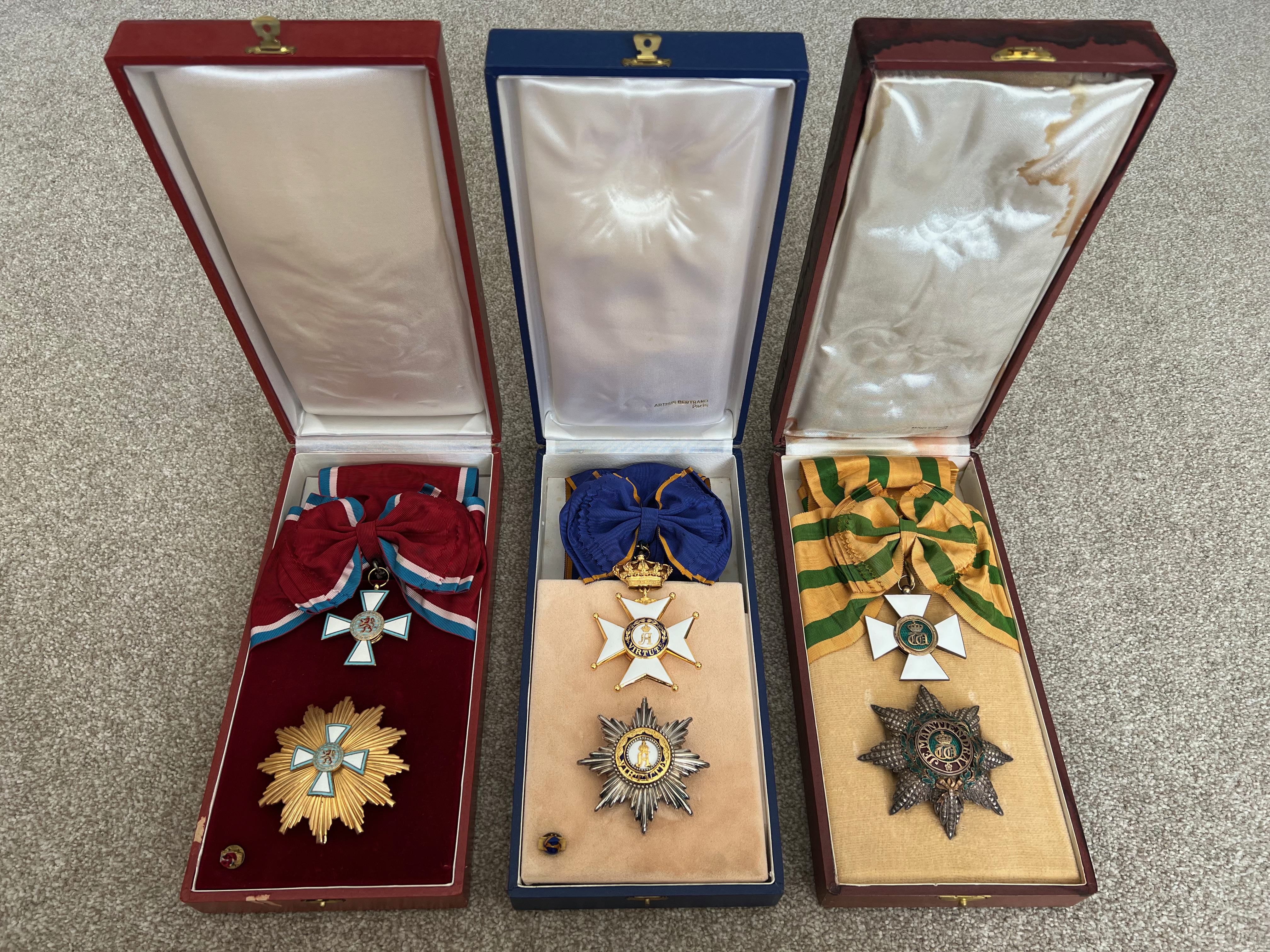
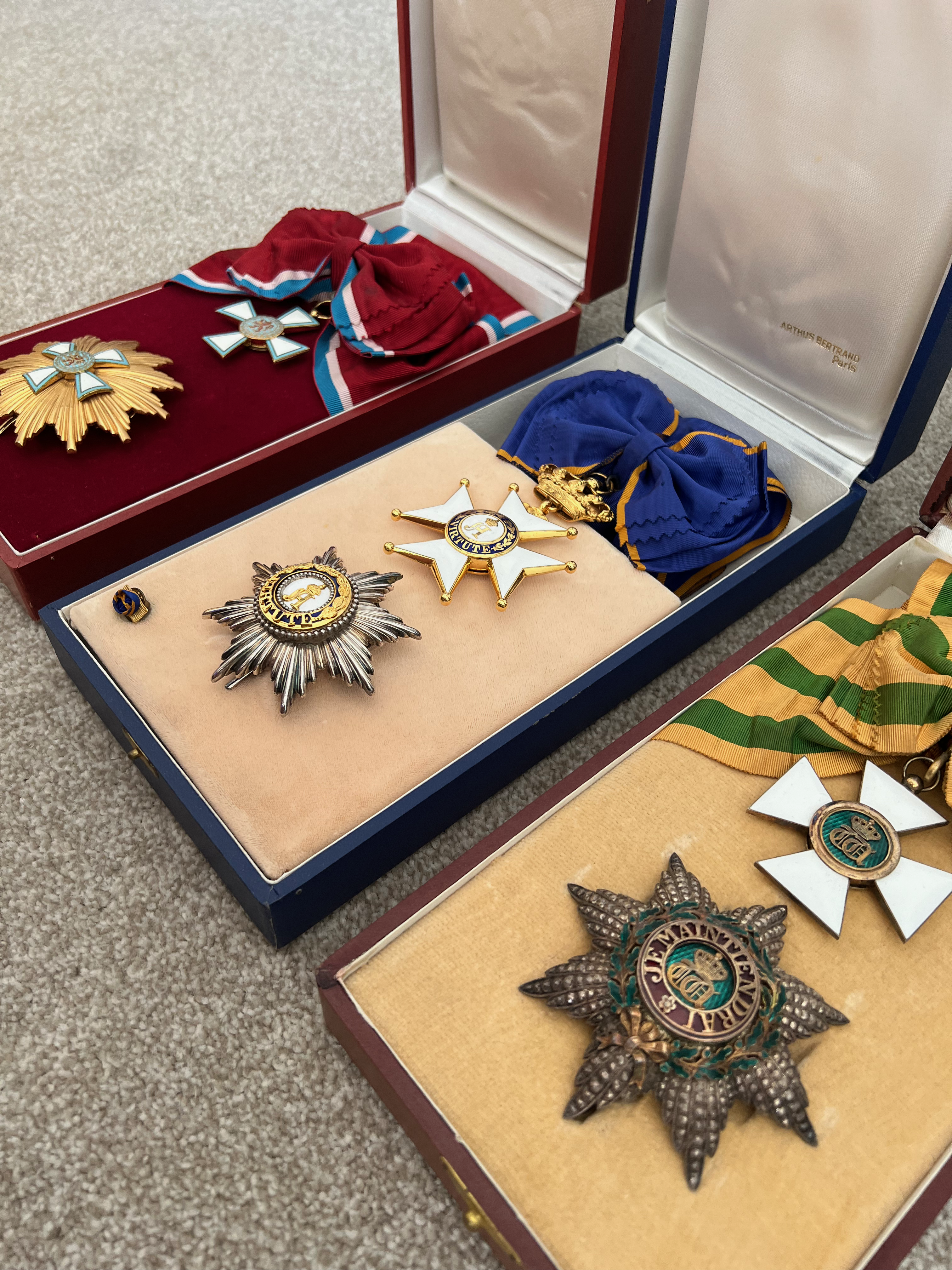
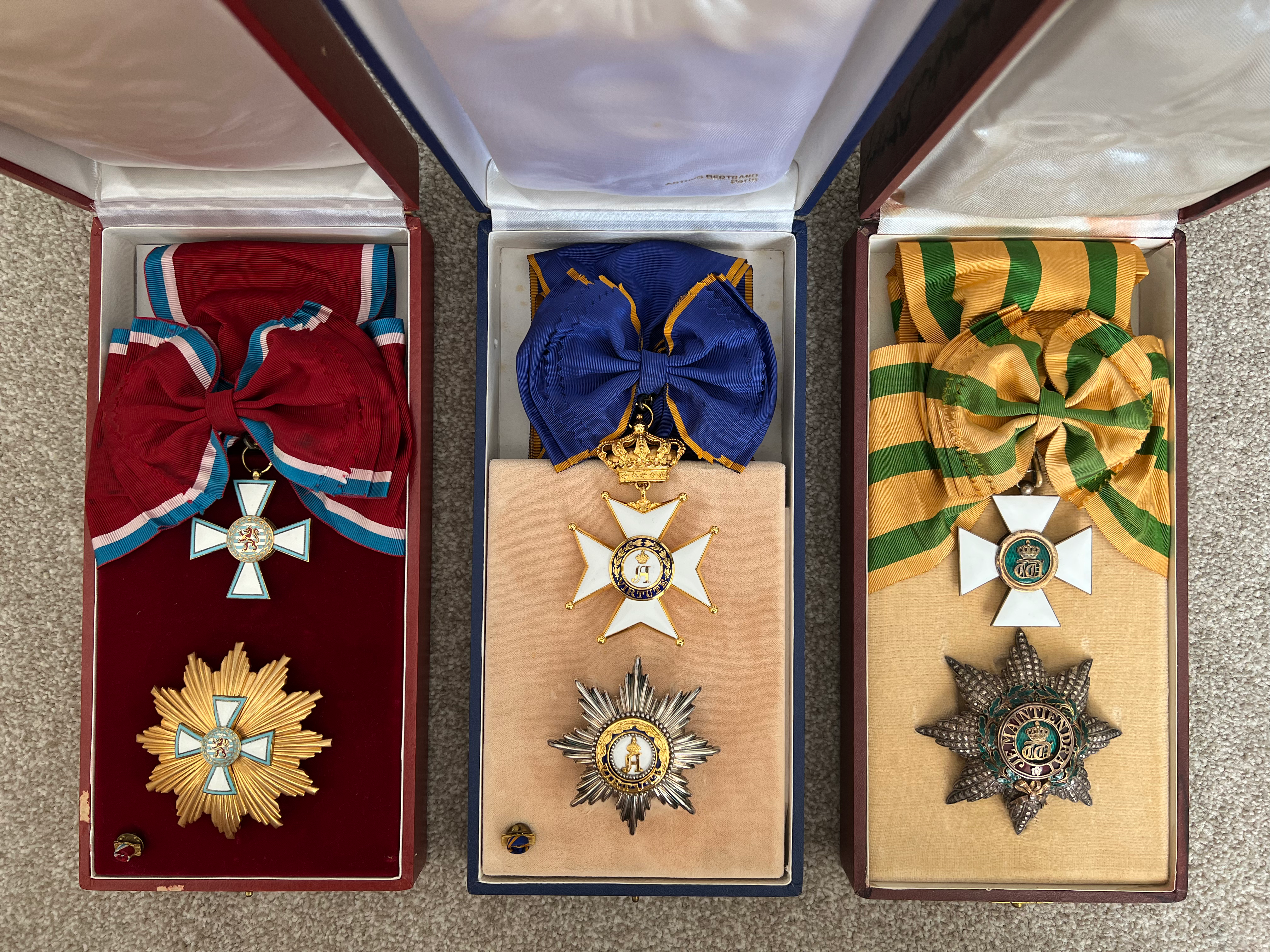
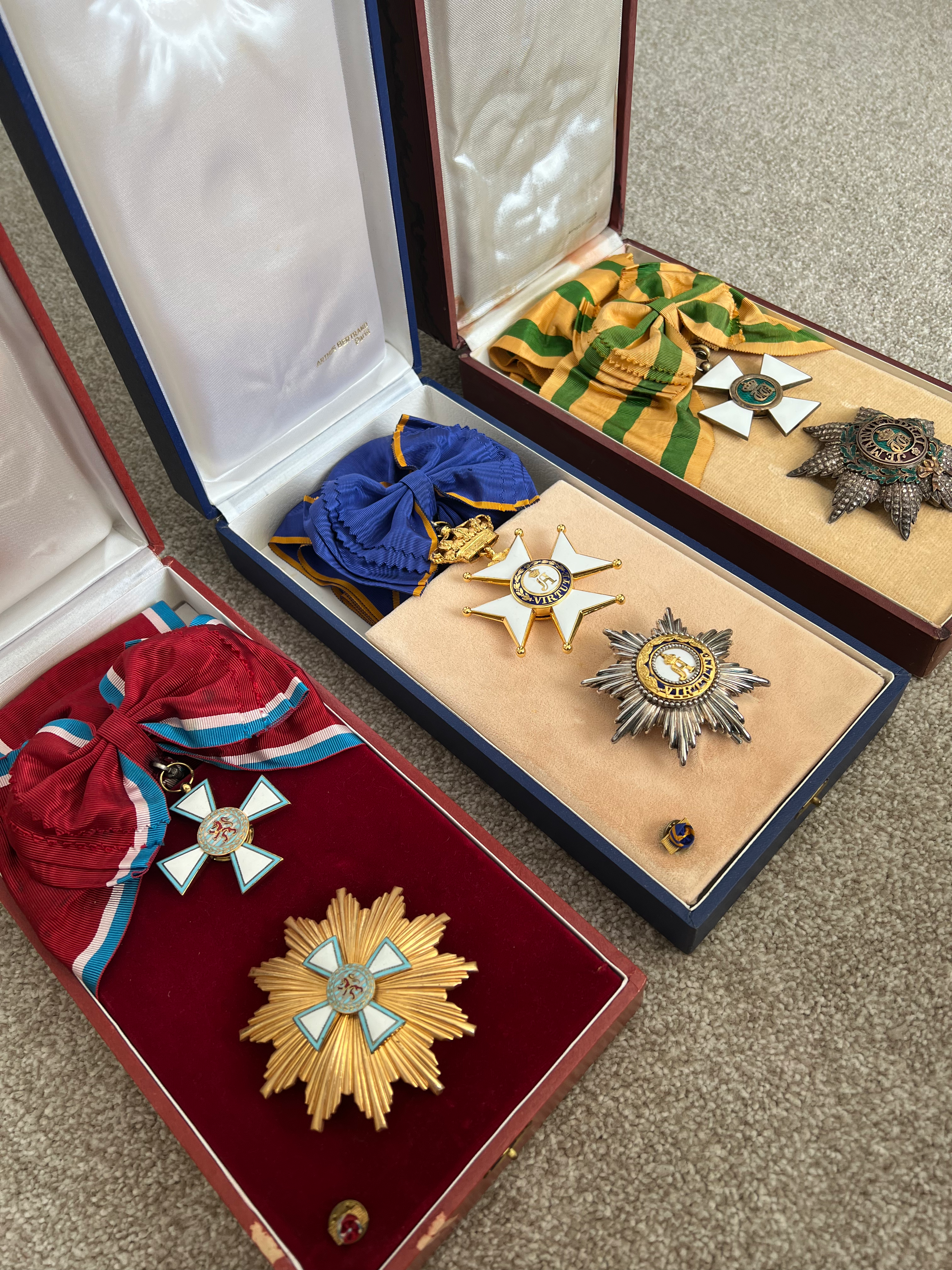
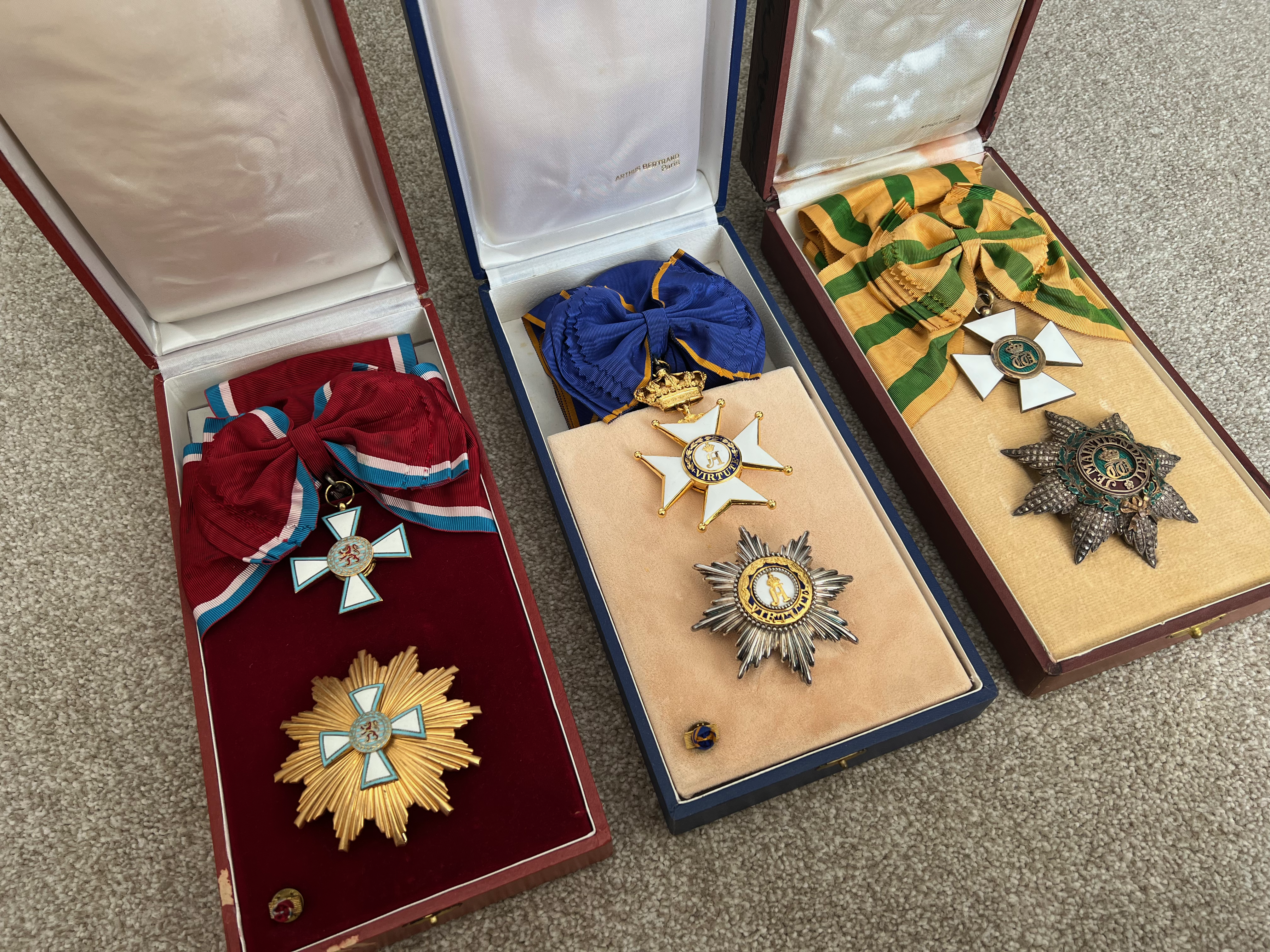

## Autres ordres, médailles, croix et insignes
Les autres ordres, médailles, croix et insignes (à l'exception de l'insigne de Résistant) sont conférés par le grand-duc, sur rapport du membre du gouvernement compétent :
- du Premier ministre, ministre d'État, pour l'ordre de la Résistance (sur avis du Comité directeur pour le souvenir de la Résistance) et pour la médaille de la Reconnaissance nationale ;
- du ministre des Sports pour l'ordre national de la médaille du Mérite sportif (sur avis du Conseil de l'ordre) ;
- du ministre de la Santé pour la médaille du Mérite pour le don du sang (sur avis du Conseil de l'ordre) ;
- du ministre de l'Intérieur pour la médaille du Mérite de la sécurité civile et pour la médaille d'honneur pour acte de courage et de dévouement[3] (sur avis du directeur général du Corps grand-ducal d'incendie et de secours) ;
- du ministre de la Force publique pour la croix de service pour les membres de l'armée et de la police (après approbation des propositions faites par les chefs des deux corps) et pour les décorations militaires ;
- du ministre des Finances pour la croix de service pour les agents des douanes (après approbation des propositions faites par le directeur de l'Administration des douanes et accises) ;
- du ministre de la Justice pour la croix de service pour les agents de garde des établissements pénitentiaires (après approbation des propositions faites par le délégué du procureur général d'État) ;
- du ministre de l'Environnement pour la croix de service pour les préposés de l'Administration des eaux et forêts (après approbation des propositions faites par le directeur de l'Administration des eaux et forêts).

## Synthèses des ordres, décorations et médailles du Luxembourg

### Décorations civiles

#### Ordre
- 1. Ordre du Lion d'or de la maison de Nassau
- 2. Ordre de Mérite civil et militaire d'Adolphe de Nassau
- 3. Ordre de la Couronne de chêne
- 4. Ordre de Mérite du grand-duché de Luxembourg
- 5. Ordre de la Résistance 1940–1944
- 6: Ordre national de la Médaille du mérite sportif

#### Insignes et médailles
- 1. Ordre de la Résistance 1940-1944
- 2. Médaille de la Reconnaissance nationale
- 3. Médaille du Mérite pour le don du sang
- 4. Médaille du Mérite de la Protection Civile

#### Médaille de Délégations d'état
- 1. Croix de service pour les agents des douanes
- 2. Croix de service pour les agents de garde des établissements pénitentiaires
- 3. Croix de service pour les préposés des Eaux et Forêts

### Décorations militaires
1. Médaille militaire
2. Croix d'Honneur et de Mérite militaire
3. Croix de guerre
4. Médaille des volontaires luxembourgeois de la guerre 1914–1918
5. Médaille des volontaires luxembourgeois de la guerre 1940–1945
6. Palmes
7. Insigne de Blessé
8. Rubans de Campagne
9. Croix de service pour les membres de l'Armée, de la Gendarmerie et de la Police
10. Médaille de reconnaissance pour mission à l'étranger

### Médaille pour don de sang
La grande-duchesse Maria Teresa, en tant que présidente de la croix rouge luxembourgeoise, remet les médailles aux donneurs de sang les plus méritants :
- 1. Médaille d'or pour 80 donations
- 2. Médaille d'argent pour 40 donations
- 3. Médaille de bronze pour 20 donations